# Бразертон, Сэм
Сэмьюел Эдвард Бразертон (англ. Samuel Edward Brotherton, 2 октября 1996, Окленд, Новая Зеландия) — новозеландский футболист, защитник американского клуба «Форвард Мэдисон».

## Клубная карьера
Во взрослом футболе дебютировал в 2014 году выступлениями за команду «Уондерерс Спешал Клаб», в которой провёл один сезон, принял участие в 16 матчах чемпионата и забил один гол.
В 2015 году переехал в США на обучение в Висконсинском университете, где два года играл за университетскую футбольную команду «Висконсин Баджерс». В 2016 году также выступал в составе клуба «Де-Мойн Менис».
1 февраля 2017 года подписал контракт с английским клубом «Сандерленд» сроком на два года. 3 августа 2018 года был отдан в аренду клубу Северной Национальной лиги «Блайт Спартанс» на сезон.
29 января 2019 года подписал контракт с американским клубом «Норт Каролина» из Чемпионшипа ЮСЛ.
22 января 2021 года вернулся играть на родину, подписав контракт с клубом «Окленд Сити».
16 января 2023 года подписал контракт с американским клубом «Форвард Мэдисон» из Лиги один ЮСЛ.

## Выступления за сборные
В течение 2015 года привлекался в состав молодёжной сборной Новой Зеландии. На молодёжном уровне сыграл в семи официальных матчах и забил один гол.
В 2015 году дебютировал в официальных матчах в составе национальной сборной Новой Зеландии в матче против Омана. Провёл в форме главной команды страны 12 матчей.
В составе сборной был участником Кубка наций ОФК 2016 года в Папуа — Новой Гвинеи, где получил титул победителя турнира. Также со сборной принимал участие в розыгрыше Кубка конфедераций 2017 в России.

## Достижения
Командные
«Окленд Сити»
- Чемпион Новой Зеландии: 2022
- Победитель Лиги чемпионов ОФК: 2022

сборная Новой Зеландии
- Обладатель Кубка наций ОФК: 2016